# ICD
International Statistical Classification of Diseases and Related Health Problems (ICD) är Världshälsoorganisationens (WHO:s) klassificeringssystem för olika diagnoser. ICD är den accepterade metoden att klassificera sjukdomar för epidemiologiska, statistiska och diagnostiska syften.
ICD-11 benämns den elfte och senaste revisionen av klassifikationssystemet.
ICD har sina rötter i den så kallade Bertillon-klassificeringen som antogs 1893 av International Statistical Institute. WHO har haft hand om klassificeringen sedan den sjätte revisionen (ICD-6) 1948.

## ICD-11
Arbetet med att ta fram ICD-11 inleddes år 2000. Det slutliga utkastet till ICD-11 presenterades 18 juni 2018 av WHO. Världshälsoförsamlingen, som är WHO:s beslutande organ där medlemsstaterna är representerade, antog i maj 2019 ICD-11 som trädde i kraft 1 januari 2022. ICD-11 ska ännu inte användas i Sverige för att rapportera statistik till Socialstyrelsen hälsodataregister.
Inom ICD-11-systemet ryms flera olika publikationer.

### ICD-11 Mortality and Morbidity Statistics (ICD-11 MMS)
ICD-11 Mortality and morbidity statistics (ICD-11 MMS) innehåller diagnoskoder och korta beskrivningar av diagnoserna som ingår i ICD-11. Oftast är det denna del av systemet man avser med "ICD-11". ICD-11 MMS finns digitalt tillgänglig via WHO:s ICD-11 Browser: https://icd.who.int/browse11/l-m/en.
I Sverige har Socialstyrelsen ett pågående arbete med att översätta ICD-11 till svenska.

### Clinical descriptions and diagnostic requirements for ICD-11 mental, behavioural and neurodevelopmental disorders (ICD-11 CDDR)
Clinical descriptions and diagnostic requirements for ICD-11 mental, behavioural and neurodevelopmental disorders (CDDR) är en diagnosmanual för de psykiska, beteendemässiga och utvecklingsneurologiska störningarna i ICD-11, utgiven av WHO.
Publikationen innehåller, förutom diagnoskriterier, bland annat information om hur störningarna kan yttra sig under utvecklingens gång, kulturella och köns- och genusrelaterade aspekter av störningarna och differentialdiagnostik – och påminner på så sätt om diagnosmanualen DSM-5-TR från Amerikanska psykiatrikerförbundet (APA), även om vissa skillnader finns (se vidare om detta i Wikipedia-artikeln om DSM-systemet).
CDDR, som publicerades i mars 2024 på engelska, finns fritt tillgängligt på WHO:s webbplats: https://www.who.int/publications/i/item/9789240077263.

## ICD-10
ICD-10 antogs 1990 men började användas av WHO:s medlemsstater först 1994. ICD-10 har 22 kapitel som är ordnade efter var på kroppen problemet uppstår och efter hur. Sjukdomarna benämns till exempel A00.0 som är klassisk kolera eller T33.4 som är ytlig frostskada på arm.
ICD-10 kan nås digitalt som databas via WHO:s webbplats (https://icd.who.int/browse10/) eller som publikation via WHO:s webbplats:
- 2:a upplagan från 2004: https://iris.who.int/handle/10665/42980
- 5:e upplagan från 2016: https://iris.who.int/handle/10665/246208

### ICD-10 CDDG: Diagnosmanual för psykiska och beteendemässiga störningar ("The blue book")
WHO publicerade 1992 diagnosmanualen The ICD-10 Classification of Mental and Behavioural Disorders: Clinical descriptions and diagnostic guidelines (ICD-10 CDDG, även inofficiellt benämnd "The blue book"). Manualen innehåller för varje störning främst diagnoskriterier, men även diagnoser som indexstörningen bör differentieras mot. ICD-10 CDDG kan nås gratis via WHO:s webbplats: https://www.who.int/publications/i/item/9241544228.
Diagnosmanualen finns inte i sin helhet översatt till svenska.
WHO har även publicerat ett lexikon med termer inom området psykiatri och psykisk hälsa som används i kapitlet om psykiska och beteendemässiga störningar i ICD-10 (Lexicon of psychiatric and mental health terms). Lexikonet finns fritt tillgängligt från WHO: https://iris.who.int/handle/10665/39342

### ICD-10 DCR: Diagnoskriterier för psykiska och beteendemässiga störningar för forskningsändamål ("The green book")
WHO gav 1993 ut publikationen The ICD-10 Classification of Mental and Behavioural Disorders: Diagnostic criteria for research (ICD-11 DCR, även inofficiellt benämnd "The green book") som innehåller strängare definitioner av de psykiska sjukdomarna och beteendestörningarna som återfinns i kapitel 5 i ICD-10 för forskningssyften. Denna publikation kan nås gratis via WHO:s webbplats: https://www.who.int/publications/i/item/9241544554.
1995 publicerades en svensk översättning av forskningskriterierna i ICD-10 DCR för ett urval av diagnoserna (ICD 10 Klassifikation av sjukdomar. Kap. V – Psykiska sjukdomar och syndrom samt beteendestörningar: Forskningskriterier, Del 1 – Allmän psykiatri, översättning av med.dr Eva Lindström och professor Lars von Knorring):
- F20–F29: Schizofreni, schizotypa störningar och vanföreställningssyndrom
- F30–F39: Förstämningssyndrom
- F40–F48: Neurotiska, stressrelaterade och somatoforma syndrom
- F50–F59: Beteendestörningar förenade med fysiologiska rubbningar och fysiska faktorer
- F60–F69: Personlighetsstörningar och beteendestörningar hos vuxna
- F70–F79: Psykisk utvecklingsstörning

I den svenska publikationen ingick även översättning av avsnitten "Annex 1. Provisional criteria for selected disorders" (sv. "Appendix 1. Tilläggskriterier för vissa utvalda syndrom") och "Annex 2. Culture-specific disorders" (sv. "Appendix 2. Kulturspecifika syndrom") i ICD-10 DCR.
Socialstyrelsen har därefter givit ut en svensk översättning av forskningskriterierna för kategorin Genomgripande utvecklingsstörningar (F84), där bl.a. autism i barndomen ingår, som kan nås via Socialstyrelsens webbplats.

### ICD-10 i Sverige

#### ICD-10-SE – den svenska versionen av ICD-10
ICD-10 finns på WHO:s sex officiella språk (arabiska, engelska, franska, ryska, spanska och kinesiska) och 36 andra språk, däribland svenska i översättning av Socialstyrelsen. Den svenska versionen av ICD-10 hette ursprungligen Klassifikation av sjukdomar och hälsoproblem 1997 (KSH97) men har sedan 1 januari 2011 ersätts av ICD-10-SE, Internationell statistisk klassifikation av sjukdomar och relaterade hälsoproblem. Uppdateringar till ICD-10-SE publiceras årligen av Socialstyrelsen.
På Socialstyrelsens webbplats finns tillgång till hela ICD-10-SE i pdf-format. Socialstyrelsen har också en söktjänst för hälsorelaterade klassifikationer, där användaren direkt kan söka i bl.a. ICD-10-SE: https://klassifikationer.socialstyrelsen.se/.

#### Användning av ICD-10-SE i Sverige för diagnoskodning
Enligt bilagorna i Socialstyrelsens föreskrifter om uppgiftsskyldighet till Socialstyrelsens patientregister (HSLF-FS 2023:33) ska diagnoskoder registreras enligt "Internationell statistisk klassifikation av sjukdomar och relaterade hälsoproblem – Systematisk förteckning (ICD-10-SE)" med fortlöpande ändringar.
Socialstyrelsen skriver på sin webbplats att det endast finns krav på att ICD-10-SE ska användas när diagnoser ska kodas för att ingå i Socialstyrelsens hälsodataregister, men att det är möjligt att använda t.ex. DSM-systemet inom psykiatrin när diagnoser ska ställas.

## ICD-9
Den nionde revisionen av ICD (ICD-9) publicerades av WHO 1977.
Den engelska manualen för ICD-9 (Manual of the international statistical classification of diseases, injuries, and causes of death: Based on the recommendations of the ninth revision conference, 1975, and adopted by the Twenty-ninth World Health Assembly, 1975 revision) finns tillgänglig via WHO:s webbplats: https://iris.who.int/handle/10665/40492
Den svenska versionen av ICD-9 gavs ut av Socialstyrelsen med titeln "Klassifikation av sjukdomar 1987".

## ICD-8
Den åttonde revisionen av ICD (ICD-8) publicerades av WHO 1967.
Den engelska manualen för ICD-8 (Manual of the international statistical classification of disease, injuries, and causes of death: Based on the recommendations of the eighth revision conference, 1965, and adopted by the Nineteenth World Health Assembly) finns tillgänglig via WHO:s webbplats: https://iris.who.int/handle/10665/70934
Den svenska versionen av ICD-8 gavs ut av Socialstyrelsen med titeln "Klassifikation av sjukdomar 1968".

## ICD-7
Den sjunde revisionen av ICD (ICD-7) publicerades av WHO 1957.
Den engelska manualen för ICD-7 (Manual of the international statistical classification of diseases, injuries, and causes of death: Based on the recommendations of the seventh revision Conference, 1955, and adopted by the ninth World Health Assembly under the WHO Nomenclature Regulations) finns tillgänglig via WHO:s webbplats: https://iris.who.int/handle/10665/42900.
Den svenska versionen av ICD-7 gavs ut 1957 av Kungliga Medicinalstyrelsen med titeln "Statistisk klassifikation av sjukdomar, skador och dödsorsaker" och senare med titeln "Klassifikation av sjukdomar". Publikationen återfinns på Socialstyrelsens webbplats: https://www.socialstyrelsen.se/statistik-och-data/klassifikationer-och-koder/icd-10/.

## ICD-6
Den sjätte revisionen av ICD (ICD-6) publicerades av WHO 1948.
Den engelska manualen för ICD-6 (Manual of the international statistical classification of diseases, injuries, and causes of death: Sixth revision of the International lists of diseases and causes of death, adopted 1948) finns tillgänglig via WHO:s webbplats:
- Volym 2 – alfabetiskt förteckning: https://iris.who.int/handle/10665/42893

Den svenska versionen av ICD-6 gavs ut 1951 av Kungliga Medicinalstyrelsen med titeln "Statistisk klassifikation av sjukdomar, skador och dödsorsaker", med efterföljande uppdateringar. Tredje upplagan av publikationen från 1954 återfinns på Socialstyrelsens webbplats: https://www.socialstyrelsen.se/statistik-och-data/klassifikationer-och-koder/icd-10/.